# William N. Eskridge

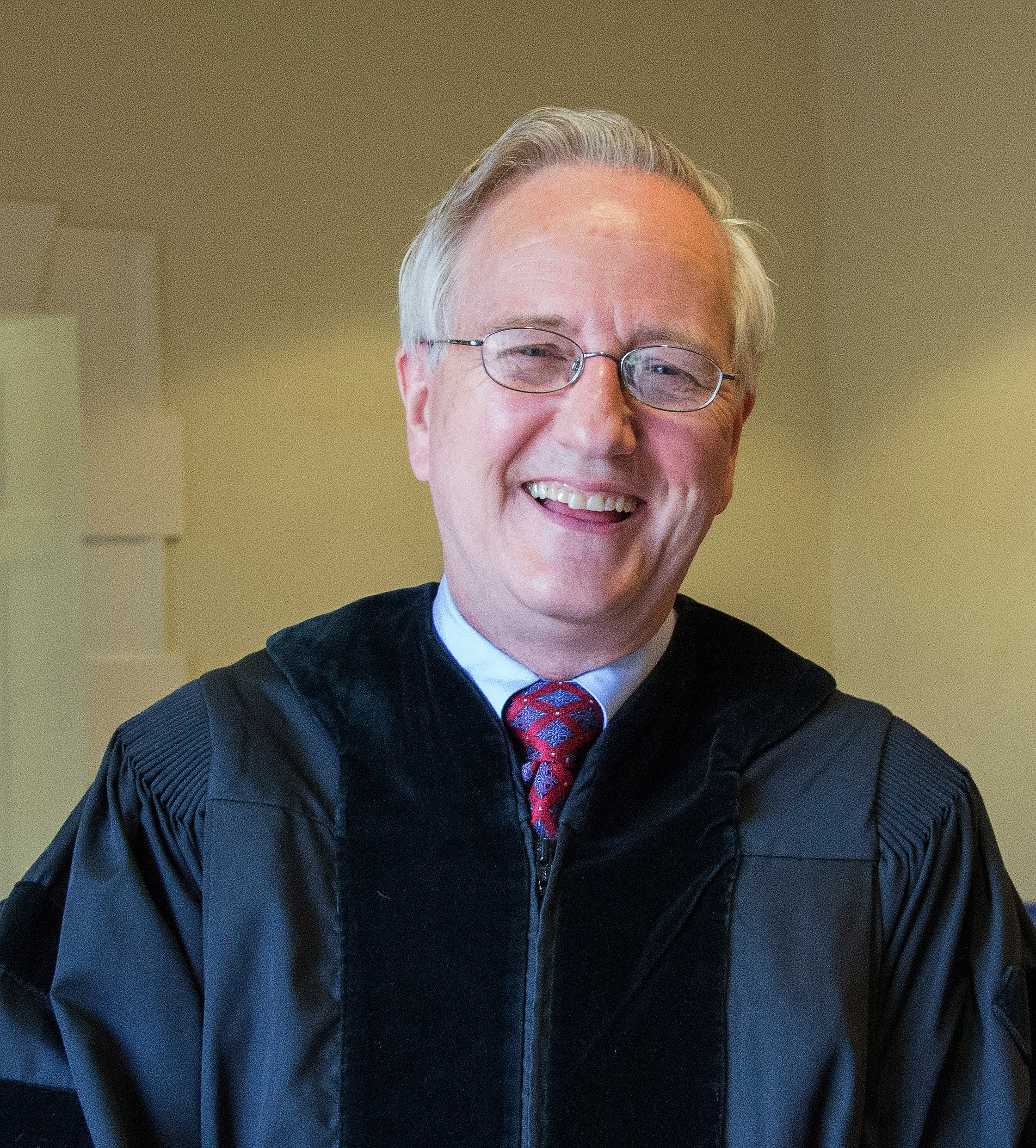
William N. Eskridge (2015)

William Nichol Eskridge, Jr. (* 27. Oktober 1951 in Princeton, West Virginia) ist ein US-amerikanischer Jurist und Autor.

## Leben
Eskridge studierte Geschichte und Rechtswissenschaften am Davidson College, an der Harvard University und an der Yale Law School. Nach seinem Abschluss an der Yale University arbeitete er als Sachbearbeiter für Richter Edward Weinfeld am US-Bezirksgericht für den südlichen Bezirk von New York und trat dann der Anwaltskanzlei Shea & Gardner in Washington, D.C. bei. Bevor er an die Yale University an das Rechtswissenschaftliche Institut wechselte, war er Professor an der University of Virginia School of Law von 1982 bis 1987 und von 1987 bis 1998 an der Georgetown Law School.
Als Hochschullehrer für Rechtswissenschaften lehrt er an der Yale University. Eskridge ist einer der am häufigsten zitierten Rechtsprofessoren in den Vereinigten Staaten und belegt im Zeitraum 2010–2014 den sechsten Gesamtrang. Eskridge war zeitweilig Herausgeber des Yale Law Journal, wo er mit der späteren Richterin des Obersten Gerichtshofs Sonia Sotomayor zusammen arbeitete.
1994 erhielt Eskridge ein Guggenheim-Stipendium. 1996 schrieb Eskridge sein wegweisendes Buch The Case for Same-Sex Marriage (Free Press 1996). Zur gleichen Zeit, als er sich für Eherechte für LSBT-Personen einsetzte, arbeitete Eskridge mit dem Georgetown-Rechtsprofessor Nan Hunter an Unterrichtsmaterialien für einen Bereich, den sie „Sexualität, Geschlecht und Recht“ nannten. Hierzu veröffentlichten sie das Buch Sexuality, Gender and the Law. Eskridge schrieb zudem eine maßgebliche Geschichte über den  Fall der Sodomie-Gesetze in dem Werk Dishonorable Passions: Sodomy Laws in America, 1861–2003 (Viking 2008).
Im Jahr 2000 wurde Eskridge in die American Academy of Arts and Sciences gewählt.

## Werke (Auswahl)

### Bücher
- Interpreting Law: A Primer on How to Read Statutes and the Constitution (2016)
- Sexuality, Gender and the Law (2011, gemeinsam mit Nan Hunter, 3. Ausgabe)
- A Republic of Statutes: The New American Constitution (2010, gemeinsam mit John Ferejohn)
- Dishonorable Passions: Sodomy Laws in America, 1861-2003 (2008)
- Legislation and Statutory Interpretation (2006, 2nd. ed., gemeinsam mit Philip Frickey und Elizabeth Garrett)
- Gay Marriage: For Better or for Worse? (2006, gemeinsam mit Darren R. Spedale)
- Equality Practice: Civil Unions and the Future of Gay Rights (2001)
- Legislation: Statutes and the Creation of Public Policy (2001, 3. Ausgabe, gemeinsam mit Philip P. Frickey und Elizabeth Garrett)
- Gaylaw: Challenging the Apartheid of the Closet (1999)[4]
- Constitutional Tragedies and Stupidities (1998, gemeinsam mit Sanford Levinson)
- The Case for Same-Sex Marriage: From Sexual Liberty to Civilized Commitment (1996)[5]
- Dynamic Statutory Interpretation (1994)[6]

### Bücher zum Fallrecht
- Legislation: Statutes and the Creation of Public Policy (1987; 5. Ausgabe 2014)
- Statutes, Regulations, and Interpretation: Legislation and Administration in the Republic of Statutes (2014, gemeinsam mit Abbe R. Gluck und Victoria F. Nourse)
- Cases and Materials on Constitutional Law: Themes for the Constitution's Third Century (1993; 2. Ausgabe 1998; 3. Ausgabe 2004, 4. Ausgabe 2009; 5. Ausgabe 2013) (gemeinsam it Daniel Farber & Philip Frickey  und die 5. Ausgabe mit Jane Schacter)

## Artikelbeiträge
- "The First Marriage Cases, 1970-74," in Love Unites Us: Winning the Freedom to Marry in America 21-27 (Kevin M. Cathcart & Leslie J. Gabel-Brett, eds., 2016)
- "Law and the Production of Deceit," in Austin Sarat ed., Law and Lies: Deception and Truth-Telling in the American Legal System 254-312 (2015)
- "Original Meaning and Marriage Equality," 52 Hous. L. Rev. 1067 (2015)
- "Congressional Overrides of Supreme Court Statutory Interpretation Decisions, 1967-2011," 92 Tex. L. Rev. 1317 (2014) (gemeinsam mit Matthew R. Christiansen)
- "Backlash Politics: How Constitutional Litigation Has Advanced Marriage Equality in the United States," 93 B.U.L. Rev. 275 (2013)
- "Expanding Chevron‘s Domain:  A Comparative Institutional Analysis of the Relative Competence of Courts and Agencies to Interpret Statutes," 2013 Wis. L. Rev. 411
- "The New Texualism and Normative Canons," 113 Colum. L. Rev. 531 (2013)
- "Marriage Equality: An Idea Whose Time Is Coming," 37 NYU Rev. L. & Soc. Change 245 (2013)
- "Nino's Nightmare: Legal Process Theory  as a Jurisprudence of Toggling Between Facts and Norms," 57 St. Louis U.L. Rev. 865 (2012)
- "Vetogates and American Public Law," J.L. Econ. & Org. (April 2012)
- "Family Law Pluralism: A Guided-Choice Regime of Menus, Default Rules, and Override Rules," 100 Geo. L.J. 1881 (2012)
- "Noah's Curse:  How Religion Often Conflates Status, Belief, and Conduct to Resist Antidiscrimination Norms," 45 Ga. L. Rev. 657 (2011)
- "Is Political Powerlessness a Requirement for Heightened Equal Protection Scrutiny?," 50 Washburn L.J. 1 (2010)
- "Chevron as a Canon, Not a Precedent: An Empirical Study of What Motivates Justices in Agency Deference Cases," 110 Colum. L. Rev. 1727 (2010) (gemeinsam mit Connor N. Raso)
- "The California Proposition 8 Case:  What Is a Constitution For," 98 Cal. L. Rev. 1235 (2010)
- "Sexual and Gender Variation in American Public Law: From Malignant to Tolerable to Benign," 57 UCAL L. Rev. 1333 (2010)
- "The California Supreme Court, 2007-2008—Foreword: The Marriage Cases, Reversing the Burden of Inertia in a Pluralist Democracy," Cal. L. Rev. (2009)
- "A Pluralist Theory of Equal Protection," U. Pa. J. Const'l L. (2009)
- Constitutional Horticulture: Deliberation-Respecting Judicial Review, 87 Tex. L. Rev. 1273 (2009) (gemeinsam mit John Ferejohn)
- Vetogates, Preemption, Chevron, 83 Notre Dame L. Rev. 1441 (2008)
- The Continuum of Deference: Supreme Court Treatment of Agency Statutory Interpretations from Chevron to Hamdan, 96 Geo. L.J. 1083 (2008) (co-authored with Lauren Baer) (Ryan Lecture)
- America's Statutory Constitution, 41 U.C. Davis L. Rev. 1 (2007) (Barrett Lecture)
- No Frills Textualism, 119 Harv. L. Rev. 2041 (2006)
- Chevron and Agency Norm Entrepreneurship, 115 Yale L.J. 2623 (2006) (gemeinsam mit Kevin Schwartz)
- Body Politics:  Lawrence v. Texas and the Constitution of Disgust and Contagion, 57 Fla. L. Rev. 1011 (2005)
- Pluralism and Distrust: How Courts Can Support Democracy by Lowering the Stakes of Politics, 114 Yale L.J. 1279 (2005)
- Lawrence v. Texas and the Imperative of Comparative Constitutionalism, 2 Int'l J. Const'l L. 555 (2004)
- Lawrence‘s Jurisprudence of Tolerance: Judicial Review to Lower the Stakes of Identity Politics, 88 Minn. L. Rev. 1021 (2004)
- Some Effects of Identity-Based Social Movements on Constitutional Law in the Twentieth Century, 100 Mich. L. Rev. 2062 (2002)
- Structuring Lawmaking to Reduce Cognitive Bias: A Critical View, 87 Cornell L. Rev. 616 (2002)
- Channeling: Identity-Based Social Movements and Public Law, 150 U. Pa. L. Rev. 419 (2001)
- All About Words: Early Understandings of the Judicial Power in Statutory Interpretation, 1776-1806, 101 Colum. L. Rev. 999 (2001)
- The Relationship Between Obligations and Rights of Citizens, 69 Fordham L. Rev. 1721 (2001)
- Super-Statutes, 50 Duke L.J. 1215 (2001) (gemeinsam mit John Ferejohn)
- Equality Practice: Reflections on the Jurisprudence of Civil Unions, 64 Alb. L.J. 853 (2001) (Sobota Lecture)
- January 27, 1961: The Birth of Gaylegal Equality Arguments, 58 NYU Ann. Survey Am. Law 39 (2001)
- No Promo Homo: The Sedimentation of Antigay Discourse and the Channeling Effect of Judicial Review, 75 NYU L. Rev. 1327 (2000)
- Destabilizing Due Process and Evolutive Equal Protection, 47 UCLA L. Rev. 1183 (2000)
- Comparative Law and the Same-Sex Marriage Debate: A Step-by-Step Approach Toward Recognizing Gay Unions, 31 McGeo. L.J. 641 (2000)
- The Circumstances of Politics and the Application of Statutes, 100 Colum. L. Rev. 558 (2000)
- Multivocal Prejudices and Homo Equality, 100 Ind. L.J. 558 (1999) (Harris Lecture)
- Norms, Empiricism, and Canons in Statutory Interpretation, 66 U. Chi. L. Rev. 671 (1999)
- Hardwick and Historiography, 1999 U. Ill. L. Rev. 631 (Baum Lecture)
- Relationships Between Formalism and Functionalism in Separation of Powers Cases, 22 Harv. J.L. & Pub. Pol=y 21 (1998)
- Should the Supreme Court Read the Federalist But Not Statutory Legislative History?, 66 Geo. Wash. L. Rev. 1301 (1998)
- Textualism, the Unknown Ideal, 96 Mich. L. Rev. 1509 (1998)
- Jurisprudence of Coming Out: Religion, Sexuality, and Liberty/Equality Collisions in Public Law, 106 Yale L.J. 2411 (1997)
- Privacy Jurisprudence and the Apartheid of the Closet, 1946-1961, 24 Fla. St. U.L. Rev. 703 (1997) (Mason Ladd Lecture)
- Challenging the Apartheid of the Closet: Establishing Conditions for Lesbian and Gay Intimacy, Nomos, and Citizenship, 1961-1981, 25 Hofstra L. Rev. 817 (1997) (Visiting Scholar in Residence Lecture)
- Willard Hurst, Master of the Legal Process, 1997 Wis. L. Rev. 1181
- From the Sodomite to the Homosexual:  American Regulation of Same-Sex Intimacy, 1885-1945, 82 Iowa L. Rev. (1997) (Murray Lecture)
- Steadying the Court's Unsteady Path: A Theory of Judicial Enforcement of Federalism, 68 U. So. Cal. L. Rev. 1447 (1995) (gemeinsam mit Jenna Bednar)
- Virtual Logrolling:  How the Court, Congress, and the States Multiply Rights, 68 U. So. Cal. L. Rev. 1545 (1995)
- Regulatory Variables and Statutory Interpretation, 73 Wash. U.L.Q. 1103 (1995) (gemeinsam mit Judith Levi)
- Fetch Some Soupmeat, 16 Cardozo L. Rev. 2209 (1995)
- The Supreme Court, 1993 Term B Foreword:  Law as Equilibrium, 108 Harv. L. Rev. 26 (1994) (gemeinsam mit Philip Frickey)
- The Elastic Commerce Clause:  A Political Theory of  American Federalism, 49 Vand. L. Rev. 1355 (1994) (gemeinsam mit John Ferejohn)
- The Making of The Legal Process, 107 Harv. L. Rev. 2031 (1994) (gemeinsam mit Philip Frickey)
- From Handholding to Sodomy: The First Amendment and the Regulation of Homosexual Conduct, 29 Harv. C.R.-C.L. L. Rev. 319 (1994) (gemeinsam mit David Cole)
- The Economics Epidemic in an AIDS Perspective, 61 U. Chi. L. Rev. 733 (1994) (gemeinsam mit Brian Weimer)
- Gaylegal Narratives, 46 Stan. L. Rev. 607 (1994)
- Post-Enactment Legislative Signals, 57 Law & Contemp. Probs. 75 (Winter 1994)
- The Judicial Review Game, 88 Nw. U.L. Rev. 382 (1993)
- Race and Sexual Orientation in the Military: Ending the Apartheid of the Closet, 2 Reconstruction 52 (1993)
- The Case of the Speluncean Explorers: Twentieth Century Statutory Interpretation in a Nutshell, 61 Geo. Wash. L. Rev. 1731 (1993)
- A History of Same-Sex Marriage, 79 Va. L. Rev. 1419 (1993)
- The Relationship Between Theories of Legislatures and Theories of Statutory Interpretation, in The Rule of Law (Nomos, 1993) (gemeinsam mit John Ferejohn)
- Gay Constructionist Critique of Posner's Sex and Reason: Steps Toward a Gaylegal Agenda, 102 Yale L.J. 333 (1992)
- Quasi-Constitutional Law: Clear Statement Rules as Constitutional Lawmaking, 45 Vand. L. Rev. 593 (1992) (gemeinsam mit  Philip Frickey)
- The Article I, Section 7 Game, 80 Geo. L.J. 523 (1992) (gemeinsam mit John Ferejohn)
- Overriding Supreme Court Statutory Interpretation Decisions, 101 Yale L.J. 331 (1991)
- Making the Deal Stick:  Enforcing the Original Constitutional Understanding, J.L. Econ & Org. (1991) (gemeinsam mit John Ferejohn)
- Reneging on History?  Playing the Court/Congress/President Civil Rights Game, 79 Cal. L. Rev. 613 (1991)
- The New Public Law Movement: Moderation as a Postmodern Cultural Form, 89 Mich. L. Rev. 707 (1991) (gemeinsam mit Gary Peller)
- The Case of the Amorous Defendant: Criticizing Absolute Stare Decisis for Statutory Cases, 88 Mich. L. Rev. 2450 (1990)
- Legislative History Values, 66 Chi.-Kent L. Rev. (1990)
- Dynamic Interpretation of Economic Regulatory Statutes, 21 L. & Pol'y Int'l Bus. 663 (1990)
- Gadamer/Statutory Interpretation, 90 Colum. L. Rev. 609  (1990)
- The New Textualism, 37 UCLA L. Rev. 621 (1990)
- Statutory Interpretation as Practical Reasoning, 42 Stan. L. Rev. 321 (1990) (gemeinsam mit Philip Frickey)
- Spinning Legislative Supremacy, 78 Geo. L.J. 319 (1989)
- Public Values in Statutory Interpretation, 137 U. Pa. L. Rev. 1007 (1989)
- Metaprocedure, 98 Yale L.J. 945 (1989) (review essay)
- Interpreting Legislative Inaction, 87 Mich. L. Rev. 67 (1988)
- Overruling Statutory Precedents, 76 Geo. L.J. 1361 (1988)
- Politics Without Romance: Implications of Public Choice Theory for Statutory Interpretation, 74 Va. L. Rev. 275 (1988)
- Dynamic Statutory Interpretation, 135 U. Pa. L. Rev. 1479 (1987)
- Legislation Scholarship & Pedagogy in the Post-Legal Process Era, 48 U. Pitt. L. Rev. 691 (1987) (gemeinsam mit Philip Frickey)
- Les Jeux Sont Faits: Structural Origins of the International Debt Problem, 25 Va. J. Int'l L. 281 (1985)
- One Hundred Years of Ineptitude, 70 Va. l. Rev. 1083 (1984)
- The Iranian Nationalization Cases, 22 Harv. Int'l L.J. 525 (1981)
- Dunlop v. Bachowski & the Limits of Judicial Review under Title IV of the LMRDA, 86 Yale L.J. 885 (1977)

## Auszeichnungen (Auswahl)
- 2001: Stonewall Book Award für Gaylaw: Challenging the Apartheid of the Closet
- 2009: Stonewall Book Award für Dishonorable Passions: Sodomy Laws in America, 1861–2003